# 구로키 도모히로
구로키 도모히로(일본어: 黒木 知宏, 1973년 12월 13일 ~ )는 일본의 전 프로 야구 선수이자 야구 지도자이며, 현재 지바 롯데 마린스의 1군 투수 코치인데 2009년 말 롯데 감독 물망에 한때 거론됐다.
투지를 앞세운 플레이 스타일에서 지바 롯데 마린스의 투혼의 에이스라고 불렸다. 별명은 죠니(ジョニー), 죠니 구로키(ジョニー黒木) 명의로 활동한다.

## 상세 정보

### 출신 학교
- 노베오카가쿠엔 고등학교

### 선수 경력
사회인 시대
- 신오지 제지 가스가이

프로팀 경력
- 지바 롯데 마린스(1995년 ~ 2007년)

### 지도자 경력
- 홋카이도 닛폰햄 파이터스 1군 투수 코치(2013년 ~ 2017년)
- 지바 롯데 마린스 1군 투수 코치(2023년 ~)

### 수상·타이틀 경력

#### 타이틀
- 다승왕 : 1회(1998년)
- 최고 승률 : 1회(1998년)

#### 수상
- 월간 MVP : 2회(2000년 9월, 2001년 5월)
- 휴가 시민 영예상 제1호(2008년) ※아오키 노리치카와 동시 수상

### 개인 기록

#### 첫 기록
- 첫 등판 : 1995년 4월 6일, 대 후쿠오카 다이에 호크스 3차전(지바 마린 스타디움), 6회초 1사에 2번째 투수로서 구원 등판, 1과 2/3이닝 무실점
- 첫 탈삼진 : 상동, 7회초에 케빈 라이머로부터
- 첫 선발 : 1995년 5월 28일, 대 닛폰햄 파이터스 10차전(도쿄 돔), 6과 2/3이닝을 던져 1실점에서 패전 투수
- 첫 승리·첫 완투 승리·첫 완봉 승리 : 1995년 6월 30일, 대 닛폰햄 파이터스 14차전(도쿄 돔)
- 첫 세이브 : 2006년 7월 28일, 대 오릭스 버펄로스 11차전(스카이마크 스타디움), 12회말 1사에 8번째 투수로서 구원 등판·마무리, 2/3이닝 무실점

#### 기록 달성 경력
- 통산 1000투구 이닝 : 2000년 9월 13일, 대 후쿠오카 다이에 호크스 25차전(후쿠오카 돔), 7회말 1사에 고쿠보 히로키를 3루 땅볼로 잡아 달성 ※역대 286번째

#### 기타
- 올스타전 출장 : 3회(1998년, 1999년, 2001년)

### 등번호
- 54(1995년 ~ 2007년)
- 87(2013년 ~ 2017년)
- 84(2023년 ~)

### 연도별 투수 성적
| 연 도       | 소 속       | 등 판 | 선 발 | 완 투 | 완 봉 | 무 4 구 | 승 리 | 패 전 | 세 이 브 | 홀 드 | 승 률 | 타 자 | 이 닝  | 피 안 타 | 피 홈 런 | 볼 넷 | 고 4 | 몸 맞 | 탈 삼 진 | 폭 투 | 보 크 | 실 점 | 자 책 점 | 평 자 책 | W H I P |
| ----------- | ----------- | ----- | ----- | ----- | ----- | ------- | ----- | ----- | -------- | ----- | ----- | ----- | ------ | -------- | -------- | ----- | ---- | ----- | -------- | ----- | ----- | ----- | -------- | -------- | ------- |
| 1995년      | 지바 롯데   | 20    | 10    | 1     | 1     | 0       | 5     | 7     | 0        | --    | .417  | 331   | 80.0   | 72       | 7        | 26    | 2    | 2     | 58       | 3     | 1     | 35    | 33       | 3.71     | 1.23    |
| 1996년      | 지바 롯데   | 28    | 19    | 0     | 0     | 0       | 8     | 7     | 0        | --    | .533  | 576   | 135.2  | 119      | 11       | 57    | 3    | 4     | 90       | 4     | 0     | 58    | 54       | 3.58     | 1.30    |
| 1997년      | 지바 롯데   | 32    | 31    | 13    | 1     | 3       | 12    | 15    | 0        | --    | .444  | 995   | 240.2  | 206      | 24       | 86    | 5    | 2     | 179      | 13    | 1     | 98    | 80       | 2.99     | 1.21    |
| 1998년      | 지바 롯데   | 31    | 28    | 8     | 2     | 3       | 13    | 9     | 0        | --    | .591  | 831   | 197.0  | 185      | 14       | 89    | 2    | 1     | 124      | 12    | 0     | 78    | 72       | 3.29     | 1.39    |
| 1999년      | 지바 롯데   | 29    | 29    | 7     | 0     | 1       | 14    | 10    | 0        | --    | .583  | 850   | 212.2  | 164      | 14       | 68    | 3    | 1     | 171      | 8     | 0     | 67    | 59       | 2.50     | 1.09    |
| 2000년      | 지바 롯데   | 26    | 24    | 5     | 1     | 0       | 10    | 12    | 0        | --    | .455  | 698   | 160.0  | 181      | 21       | 48    | 1    | 1     | 134      | 2     | 0     | 103   | 92       | 5.18     | 1.43    |
| 2001년      | 지바 롯데   | 17    | 17    | 4     | 1     | 1       | 11    | 4     | 0        | --    | .733  | 499   | 125.0  | 102      | 12       | 30    | 0    | 0     | 89       | 5     | 0     | 44    | 42       | 3.02     | 1.06    |
| 2004년      | 지바 롯데   | 7     | 7     | 0     | 0     | 0       | 1     | 3     | 0        | --    | .250  | 157   | 34.2   | 35       | 9        | 21    | 0    | 1     | 20       | 1     | 0     | 21    | 17       | 4.41     | 1.62    |
| 2005년      | 지바 롯데   | 3     | 3     | 0     | 0     | 0       | 2     | 1     | 0        | 0     | .667  | 78    | 17.2   | 21       | 3        | 3     | 0    | 2     | 9        | 1     | 0     | 9     | 9        | 4.58     | 1.36    |
| 2006년      | 지바 롯데   | 5     | 0     | 0     | 0     | 0       | 0     | 0     | 1        | 0     | ----  | 20    | 4.0    | 5        | 1        | 4     | 0    | 0     | 3        | 0     | 0     | 3     | 3        | 6.75     | 2.25    |
| 2007년      | 지바 롯데   | 1     | 0     | 0     | 0     | 0       | 0     | 0     | 0        | 0     | ----  | 5     | 1.1    | 0        | 0        | 1     | 0    | 0     | 2        | 0     | 0     | 0     | 0        | 0.00     | 0.75    |
| 통산 : 11년 | 통산 : 11년 | 199   | 168   | 38    | 6     | 8       | 76    | 68    | 1        | 0     | .528  | 5040  | 1208.2 | 1090     | 116      | 433   | 16   | 14    | 879      | 49    | 2     | 516   | 461      | 3.43     | 1.26    |

- 굵은 글씨는 시즌 최고 성적.
- 2002년, 2003년은 1군 출장 없음.